# Kunstnerfællesskabet Linien
|  | Sammenskrivningsforslag Artiklerne Linien, Kunstnerfællesskabet Linien er foreslået sammenskrevet. (Siden februar 2019) Diskutér forslaget |

Kunstnerfællesskabet Linien bestod af en række danske kunstnere, der bl.a. lod sig inspirere af surrealismen og discipliner ’objet trouvé’ (fundne objekter). Deres værker hentede bl.a. inspiration fra naturen, f.eks. sten og drivtømmer. Linien blev oprettet omkring 1930'erne af bl.a. Sonja Fenlov Mancoba, Ejler Bille og Richard Mortensen mens de opholdt sig på Bornholm.